# Rick Davies
Richard Davies (ur. 22 lipca 1944 w Swindon) – brytyjski muzyk, założyciel i członek rockowego zespołu Supertramp. Do odejścia z zespołu Rogera Hodgsona w 1983 roku stanowili duet kompozytorski decydujący o obliczu zespołu.